# Turquie aux Jeux olympiques d'hiver de 1956
Cet article contient des informations sur la participation et les résultats de la Turquie aux Jeux olympiques d'hiver de 1956, qui ont eu lieu à Cortina d'Ampezzo en Italie. Il s'agit du retour du pays aux Jeux olympiques d'hiver après avoir manqué ceux de 1952. 

## Résultats

### Ski alpin
| Athlète           | Épreuve      | Manche 1    | Manche 1 | Manche 2 | Manche 2 | Total        | Total |
| Athlète           | Épreuve      | Temps       | Rang     | Temps    | Rang     | Temps        | Rang  |
| ----------------- | ------------ | ----------- | -------- | -------- | -------- | ------------ | ----- |
| Osman Yüce        | Descente     |             |          |          |          | Disqualifié  | –     |
| Muzaffer Demirhan | Descente     |             |          |          |          | 3 min 52 s 2 | 33    |
| Mahmut Eroğlu     | Slalom géant |             |          |          |          | Disqualifié  | –     |
| Zeki Şamiloğlu    | Slalom géant |             |          |          |          | 4 min 16 s 6 | 77    |
| Osman Yüce        | Slalom géant |             |          |          |          | 3 min 59 s 4 | 63    |
| Muzaffer Demirhan | Slalom géant |             |          |          |          | 3 min 44 s 2 | 49    |
| Zeki Şamiloğlu    | Slalom       | Disqualifié | –        | –        | –        | Disqualifié  | –     |
| Mahmut Eroğlu     | Slalom       | Disqualifié | –        | –        | –        | Disqualifié  | –     |
| Muzaffer Demirhan | Slalom       | Disqualifié | –        | –        | –        | Disqualifié  | –     |
| Osman Yüce        | Slalom       | Disqualifié | –        | –        | –        | Disqualifié  | –     |

## Référence
- (en) Cet article est partiellement ou en totalité issu de l’article de Wikipédia en anglais intitulé « Turkey at the 1956 Winter Olympics » (voir la liste des auteurs).